# XL Recordings
XL Recordings é uma gravadora independente britânica fundada por Richard Russell, Tim Palmer e Nick Halkes em 1989. Faz parte do Beggars Group. Russell juntou-se mais tarde a Halkes em 1992, com a Beggars Banquet Records em 1989 e com Tim Palmer para lançar inicialmente música dance e rave. Hoje a gravadora lança álbuns em todo o mundo e opera em vários gêneros.
A XL lançou álbuns de artistas como Adele, Arca, Azealia Banks, Beck Hansen, Dizzee Rascal, The Prodigy, Dizzee Rascal, FKA Twigs, M.I.A., Gil Scott-Heron, Radiohead, Gotan Project, King Krule, The Horrors, Peaches, Tyler, The Creator, Sigur Rós, Vampire Weekend, The White Stripes, The xx entre outros. A gravadora lança álbuns em todo o mundo e opera em uma variedade de gêneros.

## História
Originalmente, a gravadora era um braço mais independente em comparação à gravadora Citybeat, também da Beggars, conhecida por décadas por artistas como Freeez, Black Box, Dream Frequency e Ultramagnetic MCs. No entanto, com o sucesso de atos como The Prodigy e SL2, a XL Recordings superou a Citybeat na grade da companhia.
Thom Yorke, conhecido através de sua banda, Radiohead, lançou seu primeiro disco solo, The Eraser, na XL Recordings em julho de 2006. Mesmo não tendo atingido o primeiro lugar em nenhum país (2º nos EUA, 3º no Reino Unido), seu álbum chegou ao primeiro lugar somando as vendas mundiais durante sua primeira semana de lançamento. Em 2006, a cantora Adele chamou a atenção da gravadora com 3 demos em seu perfil no MySpace e acabou por assinar com a gravadora e estreou seu álbum 19. O álbum foi um sucesso em vendas, crítica e grande sucesso nas paradas americanas e britânicas. Até o momento, já vendeu mais de 6 milhões de cópias no mundo. Adele, em janeiro de 2011 lançou seu segundo álbum 21. O CD também estreou muito bem nos Estados Unidos, alcançando a primeira posição na Billboard 200 vendendo 352 mil cópias na primeira semana.

## Artistas
Desde o fim da década de 1990, a gravadora expandiu seu catálogo para abrigar artistas dos gêneros freak-folk, alternative rock e hip-hop.
- Adele
- The Prodigy
- Lemon Jelly
- Devendra Banhart
- Basement Jaxx
- The White Stripes
- Peaches
- Dizzee Rascal
- M.I.A.
- Ratatat
- Jack Penate
- Tapes'n Tapes
- Cajun Dance Party
- Be Your Own Pet
- Vampire Weekend
- RJD2
- Sigur Rós
- Friendly Fires
- The Avalanches
- Batu
- Dark0
- Frank Ocean
- GILA
- Hugo Massien
- Ibeyi
- Jack White
- Jai Paul
- Jungle
- Kaytranada
- King Krule|King Krule / Archy Marshall
- People Just Do Nothing
- Låpsley
- LISS
- Mssingno
- Mumdance
- Nines
- Overmono
- Powell
- Radiohead
- Ratking
- Rostam
- Sam Gellaitry
- Smerz
- Paul Woolford
- Thom Yorke
- Zomby